# Église Saint-Philippe (Hô Chi Minh-Ville)
 (septembre 2020).
Si vous disposez d'ouvrages ou d'articles de référence ou si vous connaissez des sites web de qualité traitant du thème abordé ici, merci de compléter l'article en donnant les références utiles à sa vérifiabilité et en les liant à la section « Notes et références ».
Pour les articles homonymes, voir Église Saint-Philippe.
L'église Saint-Philippe est une église paroissiale catholique dépendant de l'archidiocèse d'Hô Chi Minh-Ville (nom officiel de Saïgon depuis 1976) située dans le quartier de Huyen Sy, dans le 1er arrondissement d'Hô Chi Minh-Ville.

## Présentation
Cette église néogothique est placée sous le vocable de saint Philippe. La construction, du temps de l'Indochine française, s'étale de 1902 à 1905. Le terrain est un don du duc de Long-My, Lê Phát Đạt.
Construite en granite de la région de Biên Hòa, elle mesure 40 mètres de longueur et 18 mètres de largeur. Son clocher s'élève à 50 mètres de hauteur. Son toit est surplombé d'une croix ouvragée de bronze sur laquelle est juché un coq, symbole du coq du reniement de Pierre, et symbole de la résurrection de Jésus.